# Galinche
El galinche, caliche, hito, cartucho, tanga o en la zona catalanoparlante calitx o canut, es un juego tradicional español, especialmente popular en Murcia, Valencia, Teruel y la Mancha.
El juego se practica con numerosas variaciones locales pero en general consiste en la colocación de un objeto  cilíndrico denominado galinche, canuto, etc. al que los participantes arrojan tejos para intentar derribarlo. Este puede ser un cilindro de madera de entre 10 y 20 cm de altura, pero con frecuencia se utilizan otros objetos, como cartuchos, cajas de cerillas, etc. Los participantes lanzan por turnos los tejos, moneos o tacons, tradicionalmente unos discos metálicos o de arcilla de unos 10 o 15 cm de diámetro. Sobre el galinche se coloca una moneda que debe ser derribada. El campo de juego es un rectángulo de tierra llana; en un extremo se planta el galinche y en el otro se traza una línea desde la que se lanzan los tejos, que según las zonas puede estar a entre 6 y 35 metros de distancia, esta varía en función del tamaño de los tejos, si es poca la distancia serán más pequeños. En algunos pueblos existen campos de galinche de tierra apisonada acotados con tablas de madera. 
El desarrollo del juego varía según las zonas pero normalmente cada jugador aporta una moneda que se colocan sobre el galinche. el objetivo es derribarlo y llevarse las monedas, si bien se puede jugar sin apostar dinero. El número de jugadores suele ser de entre 3 y 5 y a cada uno se le asignan dos tejos que lanzarán por turnos. En la zona de Valencia se traza con tiza un círculo de unos 30 cm de diámetro y el galinche se coloca en su centro. Si un jugador consigue derribarlo y éste queda dentro del círculo podrá quedarse con las monedas que caigan fuera de este, y si el galinche sale del círculo con las que queden dentro. A continuación se vuelven a colocar las monedas sobre el galinche vertical y se realizan nuevas apuestas o se repite hasta que no queden monedas. Si no se juega por dinero, se colocan 3 chapas que se contarán como puntos que se irán sumando según las tiradas acordadas.
En Murcia la versión habitual se suele denominar caliche y éste se coloca a mayor distancia (entre 15 y 17 m) y es habitual jugar por equipos. Para decidir el turno de tirada se emplean unos tejos especiales llamados de arrime, que lanzan cada pareja desde el galinche hacia la línea de tirada. El que más se aproxime será el primero en lanzar. Se tiran 8 moneos, 4 por equipo. No se traza un círculo y sobre el galinche o caliche se coloca una sola moneda. Si éste es derribado y la moneda queda más cerca del moneo de un equipo que del galinche, este equipo se apunta un tanto, de lo contrario si queda más cerca del galinche la jugada se denomina ganga y se sigue lanzando para colocar el moneo más cerca o apartar el caliche. Si no se derriba se considera nula la mano. Si se apostaban monedas cada jugador se llevaba las que estuvieran más cerca de su moneo.
- Datos: Q109423335